# 유효선량
유효선량(effective dose)은 인체의 여러 조직이 방사선에 균일 또는 불균일하게 조사된 경우, 조직별 상대적인 위험도의 차이를 반영하여 전체적 영향을 평가하기 위해 도입된 양이다. 조직 또는 장기의 등가선량에 조직가중치(계수)(Tissue weighting factor, WT)를 곱하여 합한 값이다.

## 수식
{\displaystyle E=\sum _{}H_{T}W_{T}}
여기서
- {\displaystyle E} : 유효선량
- {\displaystyle H_{T}} : 등가선량
- {\displaystyle W_{T}} : 조직의 가중계수

## 단위
단위는 등가선량과 같이 시버트(Sv) 또는 렘(rem)을 사용한다.
| 구분         | 2007년 권고 (ICRP 103) | 1990년 권고 (ICRP 60) | 1977년 권고 (ICRP 26) |
| ------------ | ---------------------- | --------------------- | --------------------- |
| 생식샘       | 0.08                   | 0.20                  | 0.25                  |
| 적색골수     | 0.12                   | 0.12                  | 0.12                  |
| 결장         | 0.12                   | 0.12                  | -                     |
| 폐           | 0.12                   | 0.12                  | 0.12                  |
| 위           | 0.12                   | 0.12                  | -                     |
| 방광         | 0.04                   | 0.05                  | -                     |
| 유방         | 0.12                   | 0.05                  | 0.15                  |
| 간           | 0.04                   | 0.05                  | -                     |
| 식도         | 0.04                   | 0.05                  | -                     |
| 갑상샘       | 0.04                   | 0.05                  | 0.03                  |
| 피부         | 0.01                   | 0.01                  | -                     |
| 골표면       | 0.01                   | 0.01                  | 0.03                  |
| 침샘         | 0.01                   | -                     | -                     |
| 뇌           | 0.01                   | -                     | -                     |
| *나머지 조직 | 0.12                   | 0.05                  | 0.30                  |

이온화 방사선의 SI 선량단위 관계도

*나머지 조직 : 부신, 흉외기도, 담낭, 심장, 신장, 림프샘, 근육, 구강점막, 비장, 소장, 췌장, 흉선, 남자:전립선/여자:자궁경부의 13개 조직의 평균선량에 0.12의 통합가중치 적용

## 방사선위험도
방사선위험도는 장기나 조직의 유효선량({\displaystyle E})과 전 인구 발생가능계수의 곱의 총합인데, 저선량의 방사선 피폭으로 야기되는 확률적 효과의 전 인구 발생가능계수는 치명적 암, 유전효과, 그리고 비치명적 암의 추정치를 합해서 구한다.
- 방사선위험도

= 치명적 암 추정치 + 유전효과 + 비치명적 암 추정치
= {\displaystyle 5.0\times 10^{-2}Sv^{-1}+1.3\times 10^{-2}Sv^{-1}+1.0\times 10^{-2}Sv^{-1}}
= {\displaystyle 7.3\times 10^{-2}Sv^{-1}}

## 같이 보기
- 선량
- 흡수선량